# 拉普拉塔河口海战
拉普拉塔河口海战（英語：Battle of the River Plate；1939年12月13日）是发生于第二次世界大战中的一次海上战斗。德国海军的施佩伯爵海軍上將號重巡洋艦于当年9月开始在南大西洋及印度洋进行破交战，攻击盟国商船，吸引了大量盟军军舰。在此次海战中，格拉夫·斯佩号在阿根廷及乌拉圭外海的拉普拉塔河河口海域遭遇3艘盟军巡洋舰——英國皇家海军的埃克塞特号、阿贾克斯号及新西兰皇家海军的阿基里斯号攔截。在随后的战斗中，埃克塞特号遭到重创，其余2艘轻巡洋舰均受到损伤。然而，由于判断失误前往了蒙得维的亚港进行补给，英军便趁此机会利用欺诈和政治手段迫使德軍鑿沉軍艦。

## 背景
二战前，德国海军司令埃里希·雷德尔预先命令格拉夫·斯佩海军上将号前往大西洋，以防在开战后英国封锁德国北海及波罗的海的出口。1939年9月，战争开始后，舰长汉斯·朗斯多夫上校指挥格拉夫·斯佩号活动于中南大西洋海域，袭击盟国的商船。11月间，格拉夫·斯佩号进入马达加斯加以南海域，短暂逗留后又返回大西洋。在3个月的巡航中，朗斯多夫指挥他的军舰击沉了50,000吨的商船，包括数艘油轮，嚴重威脅盟國的海上運輸線。
1939年12月，英國皇家海军在南大西洋集结了大量軍艦，大規模搜索格拉夫·斯佩号。以下船隻參與了此一行动。
G舰队：坎伯兰号重巡洋舰、埃克塞特号重巡洋舰、阿贾克斯号轻巡洋舰、阿基里斯号轻巡洋舰。驻地：福克兰群岛。搜寻范围：南美海域
H舰队：什罗普郡重巡洋舰、苏塞克斯号重巡洋舰。驻地：开普敦。搜寻范围：南大西洋海域
I舰队：鹰号航空母舰、康沃尔号重巡洋舰、多塞特郡号重巡洋舰。驻地：奥隆博。 搜寻范围：印度洋海域
K舰队：厌战号战列巡洋舰、皇家方舟号航空母舰、迪盖特鲁安号轻巡洋舰(法)、海王星号轻巡洋舰。驻地：弗里敦。搜寻范围：南大西洋海域
M舰队：杜布雷号重巡洋舰(法)、福煦号重巡洋舰(法)。驻地：达喀尔。搜寻范围：西非海域
N舰队：斯特拉斯堡号巡洋舰(法)、竞技神号航空母舰。驻地：百慕大。搜寻范围：北大西洋
由于坎伯兰号在风暴中受损，所以当海军部命令哈伍德出击时，他的舰队仅有3艘巡洋舰同德国人对抗。哈伍德正确判断出德国军舰会前往拉普拉塔河河口。他的舰队于12月12日到达河口，并立刻展开搜索。

## 战斗

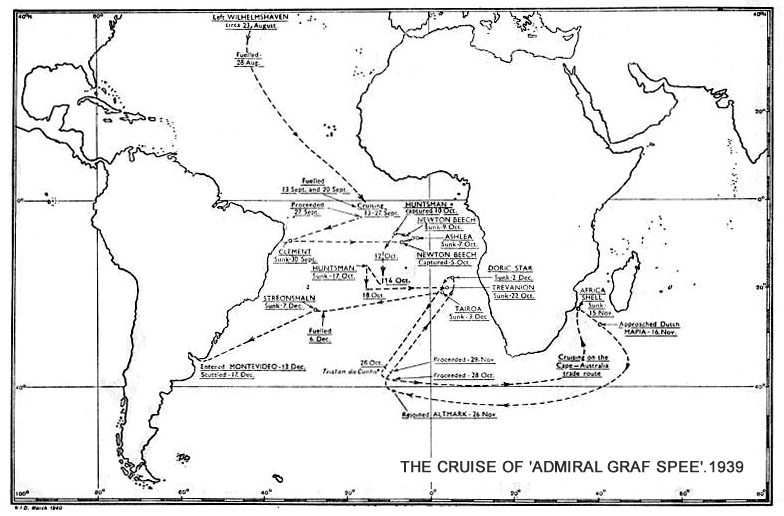
格拉夫·斯佩号在南大西洋及印度洋的巡逻路线

12月13日晨6时14分（当地时间，GMT-2），交战双方均发现对方。德国瞭望误判英军兵力为1艘轻巡洋舰及2艘驱逐舰，朗斯多夫据此认为他面对的是一支护航运输队，于是非但没有转向规避，反而命令加速追击。这是一个至关重要的误判，因为格拉夫·斯佩号的6门11英寸主炮射程近30,000码，而埃克塞特号的8英寸主炮射程仅为19,900码。如果朗斯多夫采取正确的战术，转向撤退的话，英方要追上就必须经过30,000码至19,900码的危险区，这样明显对德方有利。
哈伍德立即下达作战命令，埃克塞特号转向西北，阿基里斯号和阿贾克斯号保持东北航向，夹击格拉夫·斯佩号。6时18分，朗斯多夫下令开火，目标为埃克塞特号。6时20分，埃克塞特号在19,400码处开火，随后阿基里斯号和阿贾克斯号分别在6时21分及6时23分开火。6时23分，一枚11英寸近失弹杀死了埃克塞特号的鱼雷兵并损坏了舰上的通信系统。一分钟后，一枚穿甲弹命中埃克塞特号，摧毁了二号炮塔，大部分舰桥人员被弹片击中阵亡。
阿基里斯号和阿贾克斯号趁机逼近，迫使朗斯多夫急调尾部主炮塔及右舷副炮攻击这些冲到近距离的轻巡洋舰。6时32分，埃克塞特号发射了2枚鱼雷，但没有命中。至6时38分，该舰的两座前部主炮塔已全部被摧毁，舰体右倾7度，并严重进水。但与此同时，1枚8英寸炮弹击毁了格拉夫·斯佩号的重油处理系统。6时40分，朗斯多夫命令施放烟幕并转向规避。6时56分，阿基里斯号和阿贾克斯号转向，以发挥全部主炮威力，同时高速接近。7时10分，双方距离已缩短至7海里，朗斯多夫下令转向西方撤退，同时施放烟幕。英軍轻巡洋舰继续逼近，格拉夫·斯佩号则高速撤退，驶向拉普拉塔河口方向。7时25分，阿贾克斯号被1枚11英寸炮弹命中，两座后部主炮塔被摧毁，随后其主桅亦被炸断。7时30分，埃克塞特号由于大量进水，电力中断，完全失去战斗力，被迫脱离战斗，退往福克兰群岛。
至7时40分，由于己方军舰均受到损伤，哈伍德准将决定放弃追击，转而跟踪德舰，准备在夜间用鱼雷攻击。格拉夫·斯佩号亦急需燃油补给，于是驶向乌拉圭首都蒙得维的亚，以修补损伤及补给燃料。朗斯多夫是根据地理位置原因选择蒙得维的亚。实际上，如果德軍选择布宜诺斯艾利斯，他们将会受到更友好的接待。可是，朗斯多夫并不了解当时的政治形势。

## 德烏交涉
格拉夫·斯佩号急需补充燃油及弹药，短时间内无法出海作战，于是德國驻乌拉圭领事馆立刻展开外交活动，请求乌拉圭政府允许德舰停留在港内以修理损伤，等待补给。12月17日，亲英的乌拉圭政府官员援引《海牙公约》第二条，拒绝了该请求，并要求格拉夫·斯佩号次日清晨前必须离开港口。英军同时亦虚张声势，声称皇家方舟号航空母舰、聲望號戰鬥巡洋艦及3艘巡洋舰均已抵达蒙得维的亚外海，实则只有坎伯兰号前来支援。朗斯多夫未能判断出此为英方捏造的假情报，并将其作为真实情况向柏林彙報。同时朗斯多夫也很无奈，格拉夫·斯佩号虽动力系统未有大碍，但2座主炮塔的6支炮管中，二号炮塔（尾炮）有2管被近失弹削伤管壁安全度存疑难以使用，11英寸主炮弹也所剩无几，难以再战。鉴于弹药燃油严重缺乏，同时相信英军在数量上占绝对优势，雷德尔通知朗斯多夫如果无法冲出港去，就要他凿沉军舰，避免落入英方手中。12月17日，在无可奈何的情况下，朗斯多夫命令大部分舰员遣送上岸。12月18日晨6时，格拉夫·斯佩号离港，在行驶3海里后关闭主机。8时44分，朗斯多夫命令起爆，格拉夫·斯佩号剧烈爆炸，大量进水，随后舰体断裂，沉沒觸底。

## 后事
朗斯多夫随后带领舰员前往布宜诺斯艾利斯，因为他们认为会被当成沉船的幸存者，受到友好的接待。结果，阿根廷人了解情况后却指控他们偷渡国境，将其全部拘捕。12月19日晚，朗斯多夫给德国驻阿根廷大使发了一封电报，随后自杀身亡。英国对他的死给予了较高的评价，而德国海军則批評他在战斗中及战斗后做出关键的错误判断。阿道夫·希特勒亦对海军水面舰艇的表现十分不满。而对于英國皇家海军来说，此次海战是一次重大精神胜利，同时显著增强了温斯顿·丘吉尔在国内的威望。